# Utrophine
 (novembre 2023).
La mise en forme du texte ne suit pas les recommandations de Wikipédia : il faut le « wikifier ».
Les points d'amélioration suivants sont les cas les plus fréquents. Le détail des points à revoir est peut-être précisé sur la page de discussion.
- Les titres sont pré-formatés par le logiciel. Ils ne sont ni en capitales, ni en gras.
- Le texte ne doit pas être écrit en capitales (les noms de famille non plus), ni en gras, ni en italique, ni en « petit »…
- Le gras n'est utilisé que pour surligner le titre de l'article dans l'introduction, une seule fois.
- L'italique est rarement utilisé : mots en langue étrangère, titres d'œuvres, noms de bateaux, etc.
- Les citations ne sont pas en italique mais en corps de texte normal. Elles sont entourées par des guillemets français : « et ».
- Les listes à puces sont à éviter, des paragraphes rédigés étant largement préférés. Les tableaux sont à réserver à la présentation de données structurées (résultats, etc.).
- Les appels de note de bas de page (petits chiffres en exposant, introduits par l'outil «  Source ») sont à placer entre la fin de phrase et le point final[comme ça].
- Les liens internes (vers d'autres articles de Wikipédia) sont à choisir avec parcimonie. Créez des liens vers des articles approfondissant le sujet. Les termes génériques sans rapport avec le sujet sont à éviter, ainsi que les répétitions de liens vers un même terme.
- Les liens externes sont à placer uniquement dans une section « Liens externes », à la fin de l'article. Ces liens sont à choisir avec parcimonie suivant les règles définies. Si un lien sert de source à l'article, son insertion dans le texte est à faire par les notes de bas de page.
- La présentation des références doit suivre les conventions bibliographiques. Il est recommandé d'utiliser les modèles {{Ouvrage}}, {{Chapitre}}, {{Article}}, {{Lien web}} et/ou {{Bibliographie}}. Le mode d'édition visuel peut mettre en forme automatiquement les références.
- Insérer une infobox (cadre d'informations à droite) n'est pas obligatoire pour parachever la mise en page.

Pour une aide détaillée, merci de consulter Aide:Wikification.
Si vous pensez que ces points ont été résolus, vous pouvez retirer ce bandeau et améliorer la mise en forme d'un autre article.
 (novembre 2023).
L'utrophine est une protéine codée par le gène UTRN, dans l'espèce humaine. Son nom est une contraction du terme ubiquitous dystrophin en anglais (littéralement "dystrophine ubiquitaire").
L'utrophine est une protéine constitutive du cytosquelette. Elle a été découverte lors de recherches sur la myopathie de Duchenne, où on a observé qu'une forte augmentation de sa production pouvaient prévenir l'apparition de lésions cellulaires. Chez l'humain, le gène UTRN, d'une taille de 900 kb, se situe sur le bras long du chromosome 6. La découverte de l'utrophine est principalement due à son homologie avec la dystrophine. 
La structure tertiaire de l'utrophine comporte une extrémité C-terminale possédant des motifs permettant des interactions protéines-protéines qui interagissent avec le dystroglycane, 
Dans les cellules musculaires saines, l'utrophine se situe au niveau de la synapse neuromusculaire et des jonctions myotendineuses. Cette protéine est nécessaire au fonctionnement normal de la membrane ainsi qu'au regroupement des récepteurs à l'acétylcholine. Chez l'adulte, on retrouve de l'ARN d'utrophine de manière ubiquitaire, particulièrement au niveau du cerveau, des reins, du foie, des muscles, de la rate et de l'estomac. Dans le foetus humain, on retrouve l'utrophine au niveau du sarcolemme durant la différenciation musculaire. Elle disparaît ensuite lorsque la dystrophine commence à être exprimée par le foetus.
L'expression de l'utrophine est particulièrement augmentée chez les patients atteints de la myopathie de Duchenne (ainsi que chez les porteurs sains), à la fois dans les fibres musculaires dans lesquelles la dystrophine est absente, mais également, dans de rares cas, dans des fibres révertantes qui expriment la dystrophine.
A ce jour, aucune étude n'a mis en évidence un lien entre une mutation dans le gène de l'utrophine et une maladie, mais l'utrophine ne semble pas jouer un rôle vital dans le développement, étant donné que les souris sans utrophine se développent normalement.

## Voir également
- dystrophine